# Viladonelle
Viladonelle (llamada oficialmente Santo André de Viladonelle) es una parroquia española del municipio de Neda, en la provincia de La Coruña, Galicia.

## Otra denominación
La parroquia también se denomina San Andrés de Viladonelle.

## Entidades de población
Entidades de población que forman parte de la parroquia:
- Casanova
- Chao da Aldea (O Chao da Aldea)
- Cheda (A Cheda)
- Ladeiro (O Ladeiro)
- O Castro
- Porta da Pena

## Demografía
| Gráfica de evolución demográfica de Viladonelle entre 2000 y 2018 |
|                                                                   |
| Datos según el nomenclátor publicado por el INE.                  |